# Something Blue
Something Blue är det tjugoandra och sista avsnittet av andra säsongen av TV-serien How I Met Your Mother. Det hade premiär på CBS den 14 maj 2007.

## Sammandrag
Barney får reda på att Ted och Robin har en hemlighet och han börjar spekulera om vad den kan vara. 

## Handling
Det är dags för Marshalls och Lilys bröllopsfest. Ted och Robin dansar, och nämner att det är dags att "börja berätta för folk". Barney råkar höra och tjatar på dem att berätta sin hemlighet. Ted och Robin har inte berättat på grund av allt ståhej med bröllopet.
Några veckor tidigare hade Ted och Robin gått på restaurang. De får plötsligt in två glas champagne. Robin upptäcker en förlovningsring i botten av glaset. Eftersom hon tror att det är Teds sätt att fria till henne blir hon helt förskräckt. Det visar sig att ringen tillhörde paret vid bordet bredvid, där mannen friar till sin flickvän. 
Ted ställer Robin till svars för den starka reaktionen på tanken att han skulle fria. De börjar diskutera det faktum att de har olika mål i livet. Restaurangpersonalen känner igen Ted som den som har stulit deras blå valthorn (se avsnittet "Pilot"), vilket gör att de försöker springa iväg. Ted krockar dock med en servitör så att både han och Robin får mat över sig. 
Restaurangen kräver tillbaka valthornet, så de går till Robins lägenhet för att hämta det. Hon säger att hon inte vill stadga sig utan resa till exempelvis Argentina. Ted säger att han också har velat bo utomlands och att Argentina kan behöva arkitekter. 
De kommer emellertid in på ämnet barn. Robin vill inte ha barn, även om hon säger att hon i så fall gärna skulle vilja ha Teds barn. De pratar en stund och har sedan sex - oskyddat. Efteråt inser de att deras relation inte är på väg åt ett håll som någon av dem önskar. De bestämmer sig således för att göra slut. 
Barney blir på bröllopet chockad över historien. Han säger till Ted att han alltid tyckt att de har varit ett bra par även om han skämtat på deras bekostnad. Ted håller med, men konstaterar att de ville olika saker. Nu är Ted singel och känner att han kan behöva en wing man. Det sistnämnda gör Barney överlycklig.
Under tiden har Marshall och Lily inte kunnat äta någon mat på sin egen bröllopsfest, eftersom många vill gratulera dem. Lily hittar till slut jordgubbar, varje jordgubbe i anslutning till ett glas champagne, så hon blir väldigt full. Hon misslyckas till exempel med att mata Marshall med bröllopstårta. När kvällen tar slut kliver de i en limousin, åker till en snabbmatsrestaurang och beger sig sedan till sin smekmånad.

## Kulturella referenser
- När Marshall och Lily diskuterar efternamn föreslår de Skywalker, hämtat från Star Wars, och Hasselhof, efter skådespelaren David Hasselhof.
- När vännerna diskuterar bröllopsklyschor nämnder de sången "Good Riddance (Time of Your Life)" av Green Day och Kärlekens lov i Första Korinthierbrevet. De säger också att de inte vill ta i dessa klyschor ens med en limbo-stång.
- Trots pratet om att undvika klyschor dansar Lily conga-dans och Macarena när hon är full under kvällen.
- När Robin pratar om att flytta till Tokyo nämner Ted filmen Godzilla.
- Marshall och Lily åker till Skottland på bröllopsresa för att se Loch Ness-odjuret.